# Sehfeld (Alchemist)
Sehfeld war ein österreichischer Alchemist des 18. Jahrhunderts, der vorgab, unedle Metalle in Gold verwandeln zu können.
Sehfeld stammte aus Oberösterreich, befasste sich seit seiner Jugend mit Alchemie, war mehrere Jahre im Ausland und kehrte 1745/46 nach Österreich zurück. Dort ließ er sich im Badeort Rodaun bei Wien nieder und gab vor, Gold machen zu  können, das er über seinen Vermieter, den Bademeister Friedrich, in Wien verkaufte. Um sich abzusichern, kaufte er als vorgeblicher Farbenfabrikant einen Schutzbrief von Franz Stephan von Lothringen, dem Ehemann von Maria Theresia. Bald machten jedoch Gerüchte über sein alchemistisches Treiben die Runde, die auch der Obrigkeit zur Kenntnis kamen. Er wurde auf Anweisung von Maria Theresia trotz Schutzbrief verhaftet, auf die Festung Temeswar gebracht und ausgepeitscht, um seine Methoden zu erfahren. Franz von Lothringen, der sich für Alchemie interessierte und Erkundigungen eingezogen hatte, erreichte von Maria Theresia die Freilassung von Sehfeld, der unter die Aufsicht zweier Lothringer Landsleute von Franz Stephan gestellt wurde und sich ansonsten relativ frei bewegen konnte. Sehfeld nutzte das zur Flucht gemeinsam mit seinen Aufsehern, die ebenfalls verschwanden. 
In dem Fall forschte später Johann Heinrich Gottlob von Justi nach, der ihn in seinen Chymischen Schriften (1761, Band 2) überlieferte. Die Familie Friedrich hatte noch Reste der verwendeten Tinktur, die aus einem himmelblauen Mineral (nach Justi Azurit, wie er z. B. im Banat vorkommt) hergestellt wurde. Sehfeld behandelte es mit einer Säure, so dass ein braunrotes Pulver (Kupfer(I)-oxid) übrigblieb. Auch der Schriftsteller Wilhelm Ludwig Wekhrlin forschte in Rodaun 1776 nach und gab die Vermutung der Wiener wieder, Sehfeld sei Opfer der Machenschaften des am Hof einflussreichen, Alchemisten feindlich gesinnten Barons van Swieten geworden, dessen Groll von eigenen vergeblichen Versuchen herrühre.
Man hörte von Sehfeld noch aus Amsterdam und Halle, wo er sehr vorsichtig agierte und sich bedeckt hielt, danach verliert sich seine Spur.

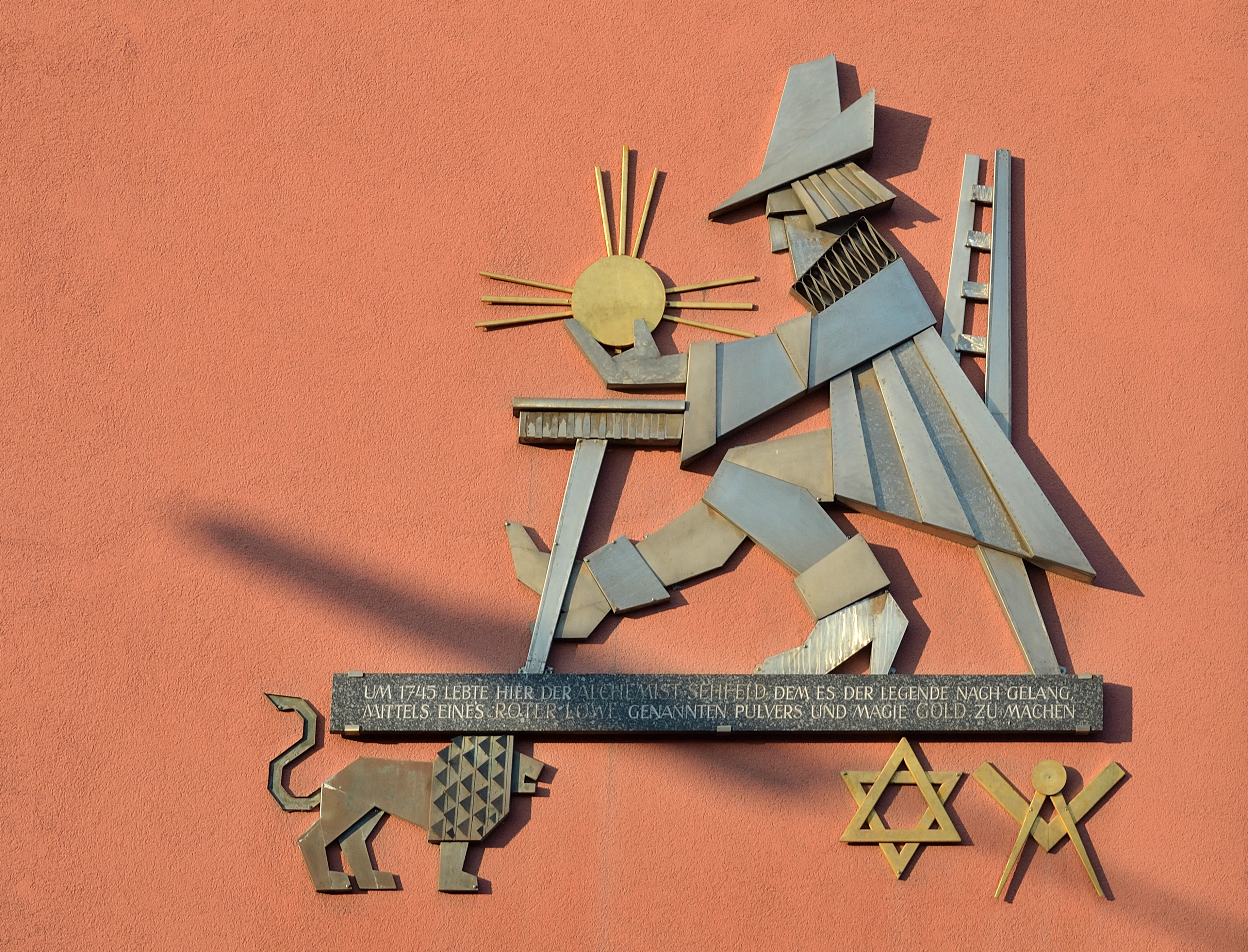
Wandplastik Sehfelds in der Ketzergasse 372 in Liesing

Gustav Meyrink greift die Geschichte in seiner Erzählung Der seltsame Gast auf.